# Józef Haller
Il barone Józef Haller von Hallemburg (Jurczyce, 13 agosto 1873 – Londra, 4 giugno 1960) è stato un generale, filantropo e politico polacco.

## Biografia

### La famiglia e l'educazione
Haller apparteneva ad un'antica famiglia dell'aristocrazia polacca feudale di origine tedesca, emigrata in Polonia dal Meclemburgo nell'XI secolo, ed un suo avo era il tipografo barone Jan Haller; inoltre suo padre aveva combattuto contro i russi durante la rivolta di novembre e aveva ricevuto la croce Virtuti Militari. Il barone Haller faceva parte di una famiglia fervidamente cattolica e la severa educazione religiosa impartitagli influenzò molto il suo carattere, determinando in lui profondi valori patriottici e religiosi. Inoltre il barone ricevette anche un'educazione molto colta in un ginnasio tedesco di Leopoli, venendo poi mandato a studiare in varie scuole dell'Impero austro-ungarico, in Slovenia, Austria e Moravia, per poi intraprendere la carriera militare come il fratello Stanislaw, all'Accademia Militare di Vienna, dalla quale uscì tenente di artiglieria.

### La carriera militare e la diffusione dello Scautismo in Polonia
Di stanza a Leopoli, vi frequentò il corso di storia medioevale all'università ed ebbe una folgorante carriera militare, giungendo nel 1910 al grado di capitano. In quegli anni il barone Haller de Hallemburg si dedicò molto fortemente a opere di aiuto sociale, fondando il movimento scout in Polonia con la società Sokól (che in polacco vuol dire "falco") per i ragazzi di entrambi i sessi e di ogni posizione sociale che volessero intraprendere la carriera negli scout, dedicandosi, oltre che ad attività fisica nella natura, allo studio degli animali, piante e dei meccanismi vitali dell'ecosistema. Diede un grande contributo per la creazione della Croce degli scout e per tali azioni fu insignito della placca dell'Ordine di Malta, del quale faceva parte, e del Virtuti Militari" polacco.

### La prima guerra mondiale
Durante la prima guerra mondiale si procurò la fama di eroe nazionale. Prestò servizio come ufficiale d'artiglieria dell'esercito austriaco prima sul fronte serbo e poi con la creazione della Legione polacca, prestò servizio contro i russi, dando più volte prova di fedeltà all'imperatore austriaco, che lo insignì dell'Ordine imperiale di Leopoldo. Ebbe anche un ruolo molto importante durante le battaglie sui Carpazi orientali, facendo delle sue conoscenze di scout uno dei fattori vitali delle sue vittorie, sfruttando la conoscenza del clima e della natura dei Carpazi, dove fin da ragazzo compiva avventurose escursioni. Comandò infatti la difesa del monte Gorgany e l'assalto a Ivano-Frankivsk e la difesa di Nadvirna. Nel gennaio 1915 fu promosso generale di brigata ed ebbe il compito di stabilizzare il fronte orientale, divenuto instabile. Ferito durante una scaramuccia con le truppe russe, fu ricoverato per qualche tempo all'ospedale militare di Czestochowa.

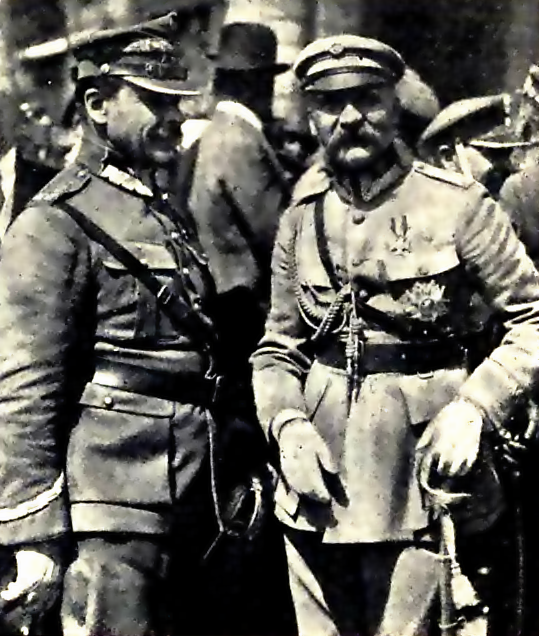
Józef Piłsudski e Józef Haller nel 1920 dopo la battaglia di Varsavia meglio conosciuta come il "Miracolo della Vistola"

Quando venne proclamata la repubblica in Polonia, il barone Haller von Hallemburg fu piuttosto scontento, pur essendo felice dell'indipendenza nazionale, era contrario alla dittatura militare e fedele agli ideali monarchici; nonostante ciò continuò a combattere per la Polonia contro i tedeschi, venendo però sconfitto da loro durante la Battaglia di Kaniów e da allora venne allontanato dalla Polonia.
Fuggì prima in Finlandia in Carelia e poi in Brasile, arrivando infine in Francia, fondò, con la committenza del governo francese, l'Armata Blu, composta di polacchi e francesi per combattere contro i sovietici, e partecipò con il generale francese Louis Archinard ad alcune battaglie in Volinia e venne reintegrato nell'esercito polacco. Partecipò poi alla guerra polacco-ucraina nella Galizia occidentale. Fu proprio il generale Haller a occupare la Pomerania tedesca pochi giorni prima del trattato di Versailles, prendendone possesso in nome della Polonia e celebrandolo con una festosa cerimonia a Danzica l'undici febbraio 1919. Partecipò anche come generale volontario alla guerra polacco-sovietica: memorabile fu la vittoria della battaglia di Varsavia, che egli definì "Miracolo della Vistola".

### La seconda guerra mondiale
Al termine della guerra fu ispettore generale dell'artiglieria in Polonia e membro dell'Unione Cristiana delle Nazioni Unite e fu anche erroneamente considerato il colpevole degli atti di ostilità nei confronti del presidente Gabriel Narutowicz, che fu assassinato pochi giorni dopo la sua elezione. Quando Józef Piłsudski prese il potere in Polonia, il barone Haller fu condannato agli arresti domiciliari nella sua casa di Gorzuchowo, in Pomerania, ma una missione diplomatica statunitense fece sì che il generale fosse liberato.
Quando i tedeschi invasero la Polonia sostenne il generale Sikorski nella difesa e fece parte del Ministero senza portafoglio; fuggì prima in Romania, poi in Gran Bretagna e infine in Portogallo, dal quale incoraggiò gli americani a salvare la Polonia e fece per qualche tempo parte dell'esercito americano con il grado onorario di maggior generale. Fu ministro dell'educazione nel governo polacco in esilio. Tornato in Polonia, fu deputato per i monarchici e poi per i liberali al Sejm e si spense all'età di quasi ottantasette anni il 4 giugno 1960.